# Pianosonate nr. 5 (Prokofjev)
De Pianosonate nr. 5 in C majeur op. 38 is een compositie voor piano solo van de Russische componist Sergej Prokofjev. Hij componeerde het werk in 1923 in Ettal en droeg het op aan musicoloog en vriend Pierre Souvtchinski. Het stuk werd door de componist in 1952-53 gereviseerd.

## Delen
1. Allegro tranquillo
2. Andantino
3. Un poco allegretto